# محوطه مله دزگه
محوطه مله دزگه در شهرستان سرپل ذهاب، بخش مرکزی، دهستان ذهاب، ۱ کیلومتری غرب روستای مله دزگه واقع شده و این اثر در تاریخ ۲۷ اسفند ۱۳۸۷ با شمارهٔ ثبت ۲۶۴۵۴ به‌عنوان یکی از آثار ملی ایران به ثبت رسیده است.